# 北星ゴム工業
北星ゴム工業株式会社（ほくせいゴムこうぎょう）は、1930年に創業し、1949年に設立された日本のゴム製品メーカー。富山県黒部市の本社工場のほか、入善町に第2工場を、東京、大阪、名古屋に営業所を置く。

## 沿革
- 1929年5月 - 創立[3]。
- 1930年 - 北星ゴム生地工業の名称で創業。総ゴム履物の生産を開始する。当時は生地町（後の黒部市生地地区）に工場があった。創業者は米屋喜一氏とその先代[4]。
- 1942年 - 企業整備令に伴い富山県合同ゴム生地工場に改称[4]。
- 1948年 - 北星ゴム工業株式会社に改称[4]。
- 1949年12月10日 - 会社を設立し、履物部と工業用品部を確立[1]。
- 1960年 - JIS許可工場となる。この頃から工業用ゴム製品に漸次転換が図られる[4]。
- 1972年 - 総ゴム履物部を廃止。全面的に工業用ゴム製品に転換[4]。
- 1974年度 - 日本プラントエンジニヤ協会、社団法人日本能率協会よりPM優秀事業場賞受賞[1]。
- 1976年 - 建材用ゴム部品の生産を開始。
- 1986年7月 - 現在地に工場を新築移転[4]。
- 1989年 - 建材試験センターを建設。
- 1993年10月 - 入善町に第2工場を置く[1]。
- 1997年 - 国土交通省より乙種防火戸用難燃性CRゴムガスケットの認定書を受領。
- 1998年 - 国土交通省より耐火環状目的ガスケットの指定書を受領。
- 2003年 - テクニカルセンターを建設。
- 2004年 - ISO9001:2000認証取得（2月）。ISO14001:2004認証取得（12月）[1]。
- 2007年 - 経済産業省「2007年度版元気なモノ作り中小企業300社」に選定。
- 2009年 - 新ブランド『HOKUSAY』導入[1]。
- 2018年 - 経済的、社会的に優れた成果を挙げている企業を表彰する「グッドカンパニー大賞」の優秀企業賞を受賞[5]

## 事業内容
自動車関連のゴム製品をメインに、建材関連ゴム製品、新幹線の窓枠のゴム製品、電気・電子機器用ゴム製品などを手がける。製品の中には日本国内シェアの高い製品も多い。
- 高速道路の標識
- 道路標識筒（ラバーコーン） - 日本道路公団時代からの指定商品となっている[4]。日本国内シェア90%[6]
- ゴム製路上標識

また、建材関連ゴム製品については、以下の建物に使用されている。
- 秋葉原ダイビル
- さいたまスーパーアリーナ
- 九段第一合同庁舎（千代田区役所）